# Pannonhalma
Pannonhalma (nemško Martinsberg, slovaško Rábsky Svätý Martin)  je mesto (pred letom 2000 vas) v zahodni Madžarski v županiji Győr-Moson-Sopron. Mesto je približno 20 km oddaljeno od Győra in ima približno 4.000 prebivalcev. V benediktinski nadopatiji je shranjeno srce avstrijskega nadvojvode Otona Habsburškega, medtem ko je njegovo telo pokopano v kripti kapucinskega samostana na Dunaju. 

## Zgodovina
Nad mestom, ki se je do leta 1965 imenovalo Győrszentmárton, stojita na griču Szent Marton tisoč let stara benediktinska nadopatija in benediktinska gimnazija. Grič ima še vedno svoje staro ime, ime Pannonhalma pa je bilo uvedeno med madžarskimi jezikovnimi reformami v 19. stoletju. Povezava kraja z imenom sv. Martina (madžarsko Szent Márton) izhaja iz prepričanja, da je bil svetnik rojen v tem kraju, čeprav so drugi prepričani, da je bil rojen v Szombathelyju.
Na križišču pod opatijo je svetnikov skromen kip, na katerem je upodobljen kot rimski vojak, ki reže svoj legendarni plašč. Zid za njim je del utrdbe, zgrajene leta 1699 za obrambo zahodne Madžarske pred Turki. Regija je bila naslednjih 140 let del gibljivega mejnega ozemlja med Osmanskim in Habsburškim cesarstvom. V tem času je mesto utrpelo precejšnjo škodo.
V Szent Martonu je bila najmanj od 11. stoletja pomembna judovska skupnost. Judje so do druge svetovne vojne igrali pomembno vlogo v krajevni trgovini. Med vojno so preostale judovske družine leta 1944 zbrali in odpeljali v koncentracijska taborišča. Na glavni ulici še vedno stoji majhna sinagoga s konca 19. stoletja, ki ni več v uporabi. Zgradba in spomenik pred njo se obnavljata. 
Ko je oktobra 1944 s pomočjo Švicarja Eduarda Benedeka Brunschweilerja opatija prišla pod zaščito Mednarodnega rdečega križa, je v njej dobilo zatočišče približno tri tisoč beguncev, med njimi nekaj deset Judov in veliko otrok. Rdeča armada je Mednarodni rdeči križ aprila 1945 izgnala iz Pannonhalme.
Leta 1996 je UNESCO opatijo in dele mesta razglasil za svetovno kulturno dediščino. Štiri leta kasneje je vas Pannonhalma uradno dobila status mesta. 

## Vino
V vinski regiji Pannonhalma-Sokoró je 630 hektarjev vinogradov, v katerih pridelujejo predvsem sivi pinot, renski in laški rizling, kraljevino in traminec. Iz rizlinga se proizvaja tudi ledeno vino. Rdeče sorte grozdja, med katerimi prevladuje modra frankinja, so v manjšini. 

## Pobrateni mesti
Pannonhalma je pobratena z mestoma:
- Engen, Nemčija
- Dolné Saliby, Slovaška